# 山手徹
山手徹（英語：Robert T. Yamate，1950年—），美國日裔外交官，2014年至2018年間擔任美國駐馬達加斯加大使，曾派駐美國國務院數座駐外使領館及美國在台協會，於外交生涯中歷經數項行政管理職務和廣泛的跨局處工作經驗，並通曉法語、日語及匈牙利語。山手徹夫人為日本旅美畫家山手美智子（Michiko Yamate）。

## 學歷
- 波莫納加州州立理工大學數學學士（英语：Bachelor of Mathematics）學位（1973年）[3]
- 拉文大學教學碩士學位（1977年）[3]
- 匹茲堡大學工商管理碩士學位（1983年）[3]

## 經歷
- 國務院作業中心（英语：United States Department of State Operations Center）及美國駐日大使館、駐匈牙利大使館任職[3]
- 1989年—1991年：美國駐馬達加斯加大使館行政官[3]
- 1991年—1994年：美國駐蒙特婁總領事館（法语：Consulat général des États-Unis à Montréal）管理事務官[3]
- 1994年—1996年：美國駐薩摩亞代辦[3]
- 1997年—1999年：國務院人事局執行處副處長[3]
- 1999年—2002年：美國在台協會台北辦事處行政組長[3][2]
- 2002年—2004年：美國駐辛巴威大使館管理事務參贊[3]
- 2004年—2006年：美國駐象牙海岸大使館管理事務公使銜參贊[3]
- 2006年—2008年：美國常駐瑞士日內瓦聯合國代表處管理事務參贊[3]
- 2008年—2010年：國務院情研局（英语：Bureau of Intelligence and Research）多職能事務官[3]
- 2010年—2013年：美國駐塞內加爾大使館副館長[3]
- 2014年：國務院考核委員會稽核員[3]
- 2014年—2018年：美國駐馬達加斯加兼葛摩大使[3]
- 2018年—：國務院外交事務總幹事（英语：Director General of the Foreign Service）高級顧問[5]